# Блакитний код — терміново
«Блакитний код — терміново» (англ. Code Blue – Emergency) — науково-фантастичний роман північноірландського письменника Джеймса Вайта, написаний 1987 року. Частина циклу опвідань та романів «Генеральний сектор».
У своєму інтерв'ю Вайт сказав, що спочатку він мав намір закінчити серію «Зірковий цілитель» (1985), оскільки на той час основні персонажі досягли найвищих рівнів у своїй кар'єрі. Однак Ballantine Books вмовили його продовжувати, і він розширив діапазон історій, створивши нові основні персонажі, починаючи з роману «Блакитний код — терміново».

## Сюжет
Головний герой розповіді — сомадарванський цілитель Ча Тграт. Вона сміливо врятувала людину-пілота, який впав на її планету, незважаючи на повну відсутність знань про його фізіологію. Контакт з її видом був встановлений випадково, тому знань про їх соціальні звичаї практично не існує. Проте її запрошують приєднати до Гштату енерального сектору.
Ча Трат без злого умислу привносить хаос, дотримуючись своїх інстинктів та соціальних звичаїв. Спочатку вона подружиться з іпохондричним Чалдером. Потім її запрошують на допомогу в терапевтичній хірургії, щоб ампутувати кінцівку Гудлару, що продовжить його життя (подальші події, зображені в попередньому романі серії, «Зірковий цілитель»). Коли вона отримує честь розрізати кінцівку, вона це робить — а потім навмисно відрізає й свою руку, відповідно до звичаю її раси. Після цього вона рятує недоторканного пацієнта Хоне (див. «Зірковий цілитель»), а потім знаходить дивовижний вид паразита на покинутому космічному кораблі. Через хаос, який вона викликає, кожне відділення в лікарні тепер відмовляє їй в дозволі перебувати поряд з пацієнтами своїх відділень. О'Мара оцінює її незвичні підходи та вирішує взяти її до свого персоналу.